# Луїс Агіле
Луї́с Марі́я Агіле́ра Пі́кка (ісп. Luis María Aguilera Picca, Буенос-Айрес, Аргентина, 24 лютого 1936 — Мадрид, Іспанія, 10 жовтня 2009), відоміший під своїм сценічним ім'ям Луї́с Агіле́ (ісп. Luis Aguilé) — аргентинський співак, який був одним з перших, хто почав співати рок іспанською мовою.

## Біографія
Луїс Марія Агілера Пікка народився 24 лютого 1936 року в місті Буенос-Айресі, столиці Аргентини . У рідному місті він виступав на сімейних зборах та вечіркахта працював у Центральному відділенні Банку провінції Буенос-Айрес. У 1951 році він отримав перший контракт у розкішному залі для вечірок у Буенос-Айресі і почав працювати на радіо.
Луїс Агіле записав понад 800 пісень, деякі стали стандартами популярної музики іспанською мовою, наприклад, «Коли я покинув Кубу», можливо, його найвідомішу пісню. Він також склав пісні для дітей та видав кілька книг.
У 20 років, у травні 1956 року, він виступав у телевізійному конкурсі «Мюзик-хол», і мав великий успіх. Незабаром Луїс Марія записав свій перший альбом із звукозаписною компанією Odeón, сингл з піснями «El preso número nueve» авторства Роберто Кантораля та «Tu recuerdo y yo» Хосе Альфредо Хіменеса.
У 1958 році стали популярними його пісні: De azul pintado de azul, No me dejes nunca, No me abandones, Pequeñísima serenata, Dime algo cariñoso, Lulú (sin embargo), La cinta verde, Llueve afuera, Domani, Hay una mujer, El preso número nueve і Queremos Minué. У 1959 році мали успіх Julia, Regresa a mí, Bonita, Venus, Marina, Amémonos así, Mira qué luna, Llueve, Pity Pity, Para siempre, La canción que te gusta a ti та Ío.
У 1960 році він записав пісні: Déjenme en paz, Te llevo bajo mi piel, Yo sé, La pachanga, Al claro de luna, Ya ves, así pienso yo, ¡Ay, Chabela!, La balanza, Arrivederchi, Mi espíritu, La montaña і Castillo de piedra. La balanza — це перша записана ним пісня власного авторства. Після цього альбому Агіле вперше виступав в Іспанії.
У 1962 році Агіле знявся у фільмі «La chacota» з Марікітою Гальєгос, з якою мав романтичні стосунки. Наступного року назавжди оселився в Іспанії, де досяг великого успіху з піснею Dile. Він отримав іспанське громадянство в 1990 році, став дуже популярним персонажем, постійно з'являючись на телебаченні програмах «Amigos del lunes» та «Gran parada».
У середині 1960-х залишив лейбл Одеон після запису декількох платівок для CBS. У 1968 році він створив власний лейбл, виконуючи роботу як продюсер.
У травні 1972 р. Луїс Агіле був втягнений у суперечку, коли після тиску з боку міської ради Памплони трансляція пісні «Поїдемо до Памплони» по радіо та телебаченню була заборонена, оскільки рада вважала, що пісня паплюжить престиж міста та фестивалю Сан-Фермін.
Цього ж року співак здійснив прем'єру музичної комедії «Una gran noche», яка мала оригінальне лібрето та музику Агіле, з оркестрами Адольфо Вайцмана, який також музично керував асамблеєю в Театрі Вікторії в Барселоні. Після цього Агіле був ведучим телевізійної програми Arrival International.
У 1976 році він одружився з іспанкою Аною Родрігес Руїс. У період з 1978 по 1979 рік він повернувся до телебачення, а у 1980-х працював музичним консультантом. У 1986 році він підписав у Мексиці контракт з бізнесменом і банкіром Хорхе Ланкенау на створення гімну Раядос де Монтеррей, регіональної футбольної команди, якою той володів, а також фінансовою установою ABACO, яка в 90-х використовувала його знамениту пісню «Приходьте до мене додому цього Різдва» для рекламного ролика, дуже відомого в країні.
У 1992 році Луїс Марія Агілера провів прем'єру шоу «Por las calles de Madrid», в якому поєднуються музика і танець.
У 1999 році він опублікував свій останній альбом з новими піснями Superfiesta . У 2002 році він опублікував збірку своїх хітів, яка також включала дві нові пісні, Інфіель і Лоліта . У 2007 році він записав пісню «Nadie me quita mis vacaciones en Castellón», яка представляла провінцію Кастельйон на Міжнародному ярмарку туризму (FITUR). Того ж року він видає Ciudadano Aguilé — збірку, в якій він збирає сімнадцять пісень зі своєї дискографії, що відходять від його найпоширеніших тем і в яких він проявляє свої соціальні проблеми.
Луїс Агіле також писав дитячі оповідання та романи. У 1976 році він опублікував Голіто та емісар з четвертого виміру. Ще один роман під назвою «День, коли собаки заговорили», вийшов у видавництві «Планета» в 1979 році. У 1984 році під псевдонімом Алехандро Алькантара він опублікував Доміно, а в 1989 році книгу Неоголошена війна, з чим він був фіналістом премії «Планета» . У 2002 році він опублікував роман «Сніг чотирьох сезонів», зосереджений на світі наркотиків, до якого він готував другу частину «Повзуче спокушання влади» .
У 2003 році він знявся в Аргентині у фільмі Soy tu aventura — комедії, в якій він грає себе як жертву випадкового викрадення. У 2008 році він отримав премію Sona de la Música за «Все життя», присвячене музиці, тим самим отримавши визнання успіху, якого досяг упродовж своєї кар'єри. Навесні 2009 року йому зробили серйозну операцію на шлунку, і він помер 10 жовтня 2009 року в лікарні в Мадриді через рак.

## Його музика
Більшість пісень, складених Луїсом Агіле, відображають оптимістичне бачення життя та іноді безпосередньо жартівливі. Багато з них стали літніми хітами, такі як Хуаніта Банана (версія пісні Анрі Сальвадора), La banda borracha, El frescales, El tío Calambres, Es el sol español або La vida pasa .
Він також досяг великих успіхів у піснях інших, таких як «Lo importante es la rosa», Жильбера Беко, «La Chatunga», Маріси Сімо, або Te quiero, рімейк Azzurro Паоло Конте. Він також є автором сарсуели Viva la verbena, прем'єрної в Аргентині та США. Луїс Агіле зазнав великого розчарування, побачивши, що в Іспанії, а саме в Мадриді, місті, якому він присвятив свою сарсуелу, майже ніхто не озвучив цієї новинки і в якій він був дуже схвильований. Нарешті його презентували в театрі «Монументаль» 22 листопада 2008 року симфонічним оркестром Неотонарте під керівництвом Антоніо Палмера та хором Мадридської хорової федерації. Televisión Española зберігає цей важливий документ, який транслювався в «Концертах двох».
Луїс Агіле також виконав дитячі музичні теми, однією з них була іспанська версія Pecos Bill .

## Політичні суперечки
Пісні Луїса Агіле далекі від соціальних чи політичних питань. Він особисто не мав політичних чи соціальних виступів, хоча виступав проти кубинської революції. Пісня Коли я поїхав з Куби відноситься саме до того моменту, коли він вирішив залишити Кубу, де він був молодіжним кумиром. На момент продажу нерухомості революційний уряд прийняв закон про обмінний контроль, який обмежував кількість доларів, які можна було купити, і з цієї причини він міг отримати лише обмежену суму з Куби; решту він подарував своїм друзям: У 2007 році Агіле співпрацював з владою Народної партії Кастельйона. Того ж року він випустив нову пісню під назвою Містер Президент.
Під час промоції альбому деякі журналісти запитали його, чи пісня адресована президенту Іспанії Хосе Луїсу Родрігесу Сапатеро. Агіле визнав, що це може бути застосовано до нього, але також заявив, що його адресатом є президент Венесуели Уго Чавес. Він також заявив, що пісня була заборонена у Венесуелі та була цензурована в Аргентині та Гватемалі. В Аргентині пісня була представлена концертом, який відбувся того ж року в Буенос-Айресі, без будь-яких інцидентів. Незважаючи на це, пісня з тих пір транслюється як «заборонена пісня Агіле».
Агіле також оприлюднив свою підтримку позиції Генерального товариства авторів та редакторів (SGAE) Іспанії в серії суперечок, в яких ця організація була залучена до сфери авторських прав.

## Дискографія
- 1956: El preso Nº9/Tu recuerdo y yo
- 1960: Mira que luna
- 1960: Marina
- 1961: Dentro de mí
- 1961: Esta noche, mi amor, esta noche
- 1961: La pachanga (Odeón)
- 1961: La dulce vida/ ¡Ay, Chavela! (Odeón)
- 1962: Déjenme en paz/Ya ves…así pienso yo/Mi espíritu/Castillo de piedra (Odeón)
- 1962: Los iracundos/No te vayas/Oh, Oh, Rosi/Tú eres mi luna (Odeón)
- 1963: Con ritmo de twist/Midi midinette/Caterina/Dame felicidad (Odeón)
- 1967: Cuando salí de Cuba/Lady (Sonoplay)
- 1969: El frescales — CBS Records
- 1969: Ven a mi casa esta Navidad — CBS Records
- 1968: El sol español /El tío Calambres — [Sonoplay]
- 1978: Argentina, mi Argentina — CBS Records
- 1980: Cuando jugamos siempre ganamos — CBS Records
- ????: A Buenos Aires — CBS Records
- ????: Nostálgico Aguilé — CBS Records
- ????: Es verdad…/En Alicante — Ariola Records

### Альбоми
- 1957: Luis Aguilé con acompañamiento de orquesta — Volumen Nº1 — Odeón Perú
- 1958: Canta la juventud de América — Volumen Nº2 (EP) — Odeón Perú
- 1959: Luis Aguilé Vol. 3 — Odeón Perú
- 1960: Luis Aguilé Vol. 4 — Odeón Perú
- 1967: Cuando salí de Cuba — Éxito
- ????: Hola Perú — Odeón Perú
- ????: Ciudad solitaria — Odeón Perú
- 1969: Me has enseñado a conocer lo que es el amor — CBS Records
- 1970: Embustero y bailarín — CBS Records
- 1972: Luis Aguilé presenta su comedia musical: Una gran noche — CBS Records
- 1974: El showman — CBS Records
- 1974: Para mis amigos los niños — CBS Records
- 1974: Canta a… Hispanoamérica — Parmaso
- 1975: A Catalunya… — Ariola Records
- ????: La fuerza del amor (EP) — CBS Records
- ????: La vida pasa felizmente — CBS Records
- ????: El Showman 2 — CBS Records
- ????: Nuevamente entre nosotros — CBS Records
- ????: Soy libre ya -CBS Records
- 1975: Es verdad — CBS Records
- ????: Con amor o sin amor — CBS Records
- 1976: Nostálgico… Aguilé — CBS Records
- ????: Luis Aguilé y… la chacota — EMI Odeón Pops
- 1979: Inspiraciones — CBS Records
- 1980: El cuento que canta — CBS Records
- 1983: De hombre a hombre — CBS Records
- 1984: Reencuentro con Luis Aguilé — CBS Records
- 1985: Siempre cantando al amor — CBS Records
- 1987: Infiel — CBS Records
- ????: Quien da más — Sony Music
- ????: Alegrías de España
- ????: Luis Aguilé — SUM Records
- ????: Viva la verbena — Zarzuela de Luis Aguilé — Showman Producciones
- ????: Grandes creaciones — Showman Producciones
- 1992: Mis héroes — Música & Marketing S.A.
- 1996: Soy tu aventura — Música & Marketing S.A.
- 1996: Alegrías de España — Luis Aguilé y Noelia Banon — Showman Producciones
- 1998: Escándalo en el Gran Hotel — Alegrías de España 3
- 1999: Súper fiesta — Divucsa Music
- 2004: Otra cosa es con guitarra… — GLD Distribuidora S.A.

### Компіляції
- ????: 20 Grandes Éxitos — CBS Records
- 1980: Los más Grandes Éxitos de Luis Aguilé — CBS Records
- 1981: Los más Grandes Éxitos de Luis Aguilé Vol. 2 — CBS Records
- 1996: Desencadena mi corazón — 20 Grandes Éxitos — DISCOS PAMPA
- 1997: Sus primeros éxitos — EMI ODEON
- 1997: Mis Mejores 30 Canciones — Sony Music
- ????: Grandes Éxitos
- 2002: Los 40 grandes éxitos de Luis Aguilé
- 2007: Ciudadano Aguilé

## Книги
- Голіто і емісар із четвертого виміру — 1976 рік
- День, коли собаки розмовляли — 1979 рік
- Доміно — 1984
- Війна ніколи не очищалася — 1989
- Сніг чотирьох сезонів — 2002

## Фільмографія
- Чакота — 1962 рік
- Телевізійні історії — 1965 рік
- Я твоя пригода — 2003 рік